# Sclerotinia carpini
Sclerotinia carpini är en svampart som tillhör divisionen sporsäcksvampar, och som beskrevs av Klika. Sclerotinia carpini ingår i släktet Sclerotinia, och familjen Sclerotiniaceae. Arten är reproducerande i Sverige.